# Johnny Logan Live at Zadar
„Johnny Logan Live at Zadar” је југословенски ТВ филм из 1990. године. Режирао га је Станко Црнобрња а сценарио је написао Силвије Хум.

## Улоге
| Глумац | Улога |
| ------ | ----- |
|        | Певач |